# (546071) 2011 YF67
(546071) 2011 YF67 ist ein Asteroid des inneren Hauptgürtels, der am 8. März 2005 im Rahmen des Mount Lemmon Survey am Mount-Lemmon-Observatorium ungefähr 17 Kilometer nordöstlich von Tucson in Arizona/Vereinigte Staaten (IAU-Code G96) entdeckt wurde.